# Võhma (Mustjala)
Võhma – wieś w Estonii, w prowincji Sarema, w gminie Mustjala.